# Hydriastele pleurocarpa
Hydriastele pleurocarpa (лат.) — вид однодольных растений рода Hydriastele семейства Пальмовые (Arecaceae). Под текущим таксономическим названием был описан ботаниками Уильямом Джоном Бейкером и Эдрианом Лу в 2004 году.
В 2018 году сведён в младший синоним Hydriastele flabellata (Becc.) W.J.Baker & Loo.

## Распространение, описание
Эндемик Папуа — Новой Гвинеи. Типовой экземпляр собран в провинции Маданг.
Нанофанерофит либо фанерофит.

## Синонимы
Синонимичные названия:
- Gronophyllum pleurocarpum (Burret) Essig & B.E. Young
- Nengella calophylla var. montana Becc.
- Nengella pleurocarpa Burretbasionym